# نيك غليسون
نيك غليسون (بالإنجليزية: Nick Gleeson)‏ هو متزلج جماعي بريطاني، ولد في 18 أكتوبر 1996.

## روابط خارجية
- نيك غليسون على موقع IBSF (الإنجليزية)
- نيك غليسون على موقع اللجنة الأولمبية الدولية (الإنجليزية)
- نيك غليسون على موقع أوليمبيديا (الإنجليزية)
- نيك غليسون على موقع اللجنة الأولمبية البريطانية (الإنجليزية)